# Nyctemera abraxata
Nyctemera abraxata là một loài bướm đêm thuộc phân họ Arctiinae, họ Erebidae.